# Julius Berger (violoncelliste)
Pour les articles homonymes, voir Julius Berger et Berger (homonymie).
Julius Berger (Augsbourg, 1954) est un violoncelliste et professeur de violoncelle et de musique de chambre allemand. Il enseigne au centre Leopold Mozart de l'Université d'Augsbourg.

## Biographie
Berger étudie à l'académie de musique de Munich avec Walter Reichardt et Fritz Kiskalt, au Mozarteum de Salzbourg avec Antonio Janigro (puis travaille comme assistant de 1979 à 1982). Il fréquente ensuite l'Université de Cincinnati pour étudier avec Zara Nelsova et participe à d'une classe de maître de Mstislav Rostropovitch. À 28 ans, Julius Berger est nommé professeur à la haute école de musique de Würzburg et devient l'un des plus jeunes professeurs d'Allemagne. Tout d'abord, à Würzburg, puis plus tard, à Sarrebruck, à Mayence et à Augsbourg, il encourage les jeunes dans son domaine. Depuis 1992, il dirige également une classe d'été à la prestigieuse académie internationale de l'Université du Mozarteum de Salzbourg.
Julius Berger consacre une grande partie de son temps aux concerts internationaux et à l'enregistrement d'œuvre à redécouvrir, notamment de Luigi Boccherini et Leonardo Leo, ainsi que les plus anciennes compositions pour violoncelle : les Ricercari de Pietro degli Antonii et Domenico Gabrielli. Ses concerts et disques d'œuvres pour violoncelle et piano de Paul Hindemith, d'Ernst Bloch, Max Bruch, Richard Strauss, Robert Schumann et Edward Elgar attirent l'attention mondialement.
Julius Berger est connu pour son engagement envers la musique contemporaine. Il a créé au disque des œuvres de John Cage, Toshio Hosokawa, Adriana Hölszky et Sofia Gubaidulina. Lors de ses tournées il a collaboré avec des personnalités telles que Leonard Bernstein, Eugen Jochum, Daniel Harding, Gidon Kremer, Paul Roczek, Margarita Höhenrieder, Siegfried Mue, Jörg Demus, Norman Shetler, Pierre-Laurent Aimard, Stefan Hussong, Olivier Messiaen, Sofia Gubaidulina, Wolfgang Rihm et Franghiz Ali-Zade. En outre, Julius Berger, est directeur artistique des journées musicales d'Eckelhausen (Eckelshausener Musiktage) et du festival d'Asiago en Italie.
En tant que président, il dirige le concours international de violon Leopold-Mozart à Augsbourg (ville natale du père de Wolfgang). D'autres concours internationaux ont mené Julius Berger, notamment aux Concours de Salzbourg, Kronberg (Casals), Markneukirchen, à Munich et à Varsovie. Depuis 1989, Julius Berger, est membre du département de musique de la fondation Guardini de Berlin et depuis 1997, élu membre du comité central des Catholiques allemands. En tant qu'auteur, Julius Berger a écrit notamment Irritationskraft (Annuaire Hindemith 1992), Einheit in der Vielfalt - Vielfalt in der Einheit [« l'Unité dans la Diversité - Diversité dans l'Unité »] (magazine de la recherche de l'Université de Mayence, 1998), Zeit und Ewigkeit [« le Temps et l'Éternité »] (Festschrift du Cardinal Karl Lehmann, 2001), Wanderer es gibt keinen Weg… [« Voyageur, il y a aucun chemin... »] (dans Leben aus Gottes Kraft [« Vivre la puissance de Dieu »], d'Annette Schavan (éd), 2004).
En 2009, Julius Berger, est nommé membre ordinaire de l'Académie des sciences et des lettres de Mayence. Depuis le 1er octobre 2010,  Berger est directeur adjoint du centre Leopold Mozart d'Augsbourg.
Julius Berger a joué l'un des plus anciens violoncelles au monde, fabriqué par Andrea Amati en 1566. Il est appelé « Roi Charles IX », selon le nom de son commanditaire.

## Discographie (sélection)
- Bach, Suites pour violoncelle seul - Julius Berger, violoncelle Giovanni Battista Guadagnini, ex Davidoff, Turin 1780 (1997, Wergo 284 041-2)
- Inspiré par Bach (avec Oliver Kern) : Œuvres de Bach, Schachtner, Brahms, Beethoven et Reger.
- Inspiré par Mozart (avec Margarita Höhenrieder). Variations sur la Flûte enchantée de Mozart (op. 66 et op. 46), Grande Sonate pour violoncelle et piano en mi majeur, op. 19, Sonate pour violoncelle et piano n° 3 en la majeur, op. 69.
- Luigi Boccherini, Sonates pour violoncelle vol. 1, 2 et 3 — Premier enregistrement intégral des Sonates pour violoncelle de Luigi Boccherini.
- Beethoven inconnu : Œuvres pour violoncelle et piano : Trio à cordes, op. 3 (version 1794) et des œuvres pour violon et piano (arrangements de Julius Berger)
- Giuseppe Tartini, Concerto pour violoncelle en la majeur, ré majeur, Sinfonia pastorale, Symphonie en ré majeur - Orchestre de chambre de Pforzheim.
- Naissance du violoncelle : Ricercari de Domenico Gabrielli et Giovanni Battista Degli Antoni - Julius Berger, violoncelle « Carlo IX » d'Andrea Amati 1566 (28-30 mai/2-4 juillet 2007, Solo Musica SM 112)